# مجمع السلطان قابوس الرياضي
مجمع السلطان قابوس الرياضي؛ هو ملعب متعدد الاستخدام يقع في مسقط عاصمة عمان . غالبا ما يتم استخدامه لمباريات كرة القدم. تم افتتاحه في 19 أكتوبر 1985 تحت رعاية السلطان قابوس بن سعيد. وتبلغ مساحة المجمع 800.000 متر مربع، ويتسع لجلوس 28 ألف متفرج. ويعد الملعب الرسمي الذي يخوض فيه منتخب عمان مبارياته الدولية.
وقد حاز المجمع على ميدالية اليونسكو عام 1995 كأفضل مؤسسة شبابية للخدمات الرياضية والتربوية.

## مرافق المجمع
- ملعب كرة قدم
- مضمار لألعاب القوى ويتكون من 8 حارات.
- 28 بوابة
- مقصورة سلطانية
- منصة كبار الشخصيات
- غرفة استراحة
- صالة رئيسية مغلقة
- صالات تمارين مختلفة مثل جمنازيوم.
- مركز طبي
- مسبح أولمبيا
- منصات قفز ومنصات ثابتة[2]